# Laboratorio de Recepción Lunar

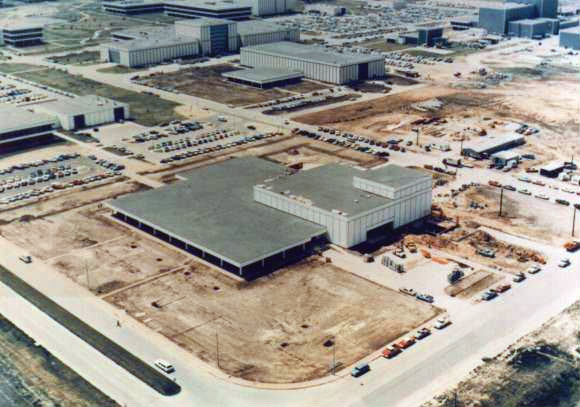
El Laboratorio de Recepción Lunar poco después de ser construido.

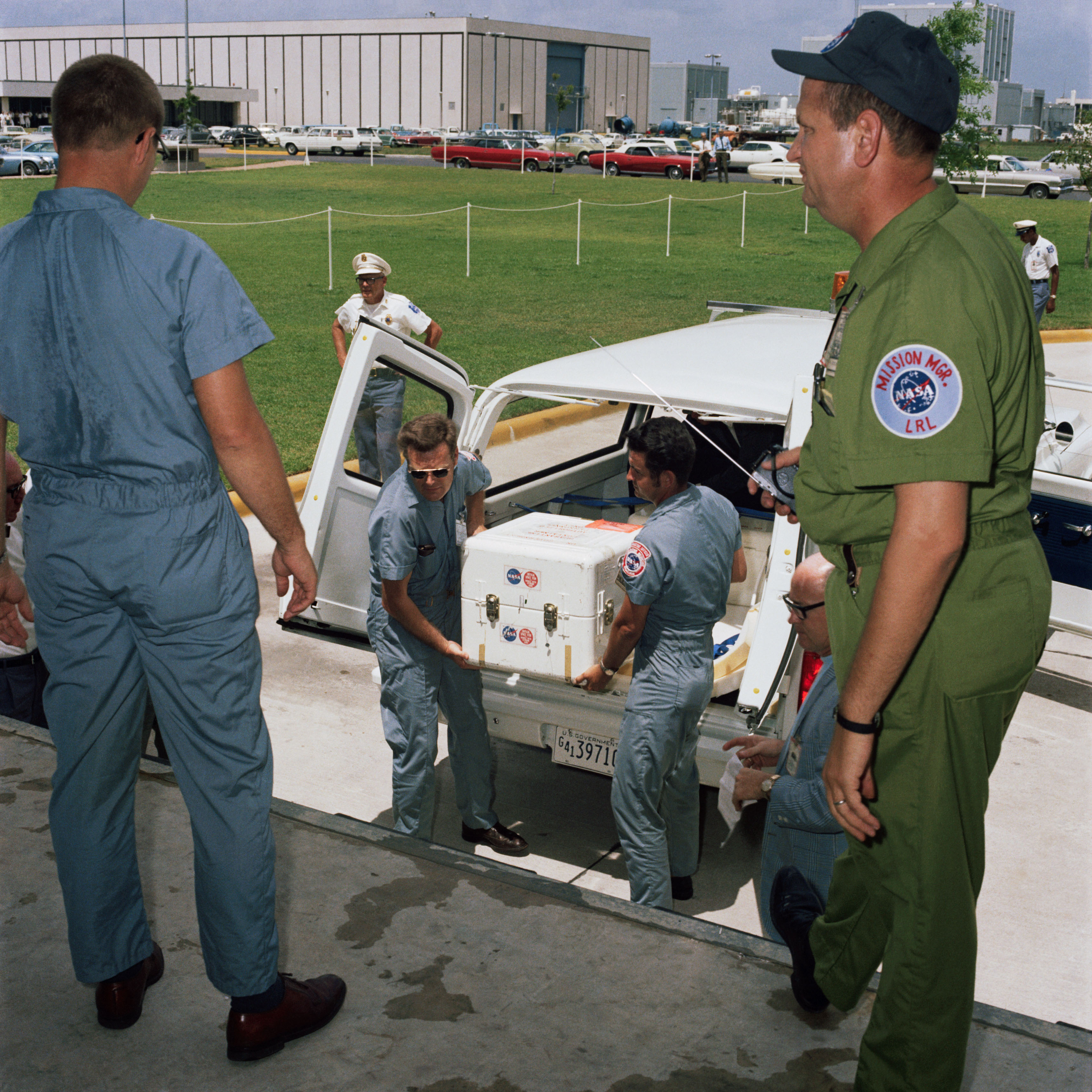
Primeras muestras de la Luna llegando al Laboratorio de Recepción Lunar en 1969.

Laboratorio de Recepción Lunar o Laboratorio de Muestras Lunares (en inglés Lunar Receiving Laboratory), edificio (número 37) del centro espacial Lyndon B. Johnson de la NASA levantado durante el programa Apolo para la cuarentena de astronautas y el material traído desde la Luna.
Después de los rescates en el mar de las tripulaciones de las misiones Apolo 11, Apolo 12 y  Apolo 14, se transportaban por helicóptero junto con un médico y un técnico en una cámara de aislamiento desde en la cubierta de un portaaviones al Laboratorio de Recepción Lunar (LRL) para su cuarentena. Las muestras de roca lunar y regolitos que los astronautas habían transportado y traído de vuelta se habían transportado en avión directamente al LRL e inicialmente analizadas con guantes en compartimentos estancos
La necesidad de someter a la astronautas o material a cuarentena dejó de necesitarse a partir del Apolo 15. El LRL se utiliza ahora para el estudio, distribución y almacenamiento seguro de las muestras de roca lunar. En 1976 una parte de estas se trasladaron a la base de la fuerza aérea Brooks en San Antonio como segundo almacén.